# Ancyluris rubrofilum
Ancyluris rubrofilum is een vlindersoort uit de familie van de prachtvlinders (Riodinidae), onderfamilie Riodininae.
Ancyluris rubrofilum werd in 1909 beschreven door Stichel.